# Суеверие (телесериал)
«Суеверие» (англ. Superstition) — американский хоррор-сериал с элементами драмы и триллера, транслировавшийся на телеканале Syfy с 20 октября 2017 года по 18 января 2018 года.
6 июня 2018 года сериал был закрыт после первого сезона.

## Сюжет
В центре сюжета находится семья Гастингсов, владеющая похоронным бюро и кладбищем в маленьком и тихом городке Ла-Рошель в штате Джорджия. Но, кроме занятия похоронным бизнесом, Гастингсы охотятся на различного рода нечисть и не дают монстрам и демонам попасть в мир обычных людей.
Но, в пятницу, 13-го, весь порядок начинает рушиться с появлением старшего сына Гастингсов, который покинул семью 16 лет назад. Сила монстров из потустороннего мира начинает расти и их влияние на Ла-Рошель увеличивается с каждой минутой. Гастингсы пытаются предотвратить грядущую катастрофу и защитить мирных людей от потусторонней угрозы.

## В ролях

### Главные
- Марио Ван Пиблз — Исаак Гастингс, патриарх семьи Гастингс и самый мудрый из всех членов семьи.
- Робин Ли — Беа Гастингс, жена Исаака, обладающая даром к магии и заклинаниям.
- Брэд Джеймс — Келвин Гастингс, старший сын Исаака и Беа, ушедший из дома в 18 лет и вернувшийся обратно спустя 16 лет.
- Деметрия МакКинни — Мэй Уэстбрук, шериф города и мать Гарви, которую она воспитала в одиночку.
- Моргана Ван Пиблз — Гарви Уэстбрук, молодая 16-летняя девушка и дочь Мэй.
- Татьяна Дзаппардино — Тилли, судмедэксперт и исследователь всего сверхъестественного в семье Гастингсов.

### Второстепенные
- Уильям Эрл Браун — Дредж, могущественное магическое существо, желающее изничтожить род Гастингсов.
- Т. С. Картер — Расс, молодой человек и парень Гарви.
- Жасмин Гай — Тётя Нэнси, ананси и маловероятная союзница семьи Гастингсов.
- Дэвид Е. Колье — Доктор Ким, врач, в которого вселяется Дредж для исполнения своего плана.
- Ник Хэджлин — Реймонд Патла, напористый, но безобидный полицейский и помощник Мэй.
- Хоакин Монтес — Джеймс, старый друг Исаака, с которым они дружат уже много лет.
- Майлс Труитт — Арло Гастингс, погибший младший сын Исаака и Беа, появляется только в галлюцинациях.

## Сезоны
| Сезон | Серии | Серии | Даты показа     | Даты показа     |
| Сезон | Серии | Серии | Первая серия    | Последняя серия |
| ----- | ----- | ----- | --------------- | --------------- |
| 1     | 12    | 12    | 20 октября 2017 | 18 января 2018  |

## Эпизоды

### Сезон 1(2017—2018)
| № общий | № в сезоне | Название                                              | Режиссёр         | Автор сценария                           | Дата премьеры   | Зрители в США (млн) |
| --- | ---------- | ----------------------------------------------------- | ---------------- | ---------------------------------------- | --------------- | ------------------- |
| 1 | 1          | «Пилот» «Pilot»                                       | Марио Ван Пиблз  | Марио Ван Пиблз, Джоэль Андерсон Томпсон | 20 октября 2017 | 0.45                |
| Келвин Гастингс возвращается домой, чтобы воссоединиться со своей семьёй. Однако воссоединение прерывается чередой убийств, совершённых сверхъестественным злодеем, которого могут остановить только Келвин и его семья. |            |                                                       |                  |                                          |                 |                     |
| 2 | 2          | «Дредж» «The Dredge»                                  | Марио Ван Пиблз  | Лоуренс Эндрис                           | 27 октября 2017 | 0.33                |
| В похоронное бюро Гастингсов проникает «троянский конь», посланный Дреджем. Келвин и Исаак обезвреживают злоумышленника, но победа достаётся нелегко.                                                                    |            |                                                       |                  |                                          |                 |                     |
| 3 | 3          | «Полуправда и полукровки» «Half Truths & Half Breeds» | Марио Ван Пиблз  | Бруста Браун, Джон Митчелл Тодд          | 3 ноября 2017   | 0.40                |
| Келвин получает помощь от таинственного получеловека-полуинфернала, посланного Исааком. Беа, Тилли и Гарви размышляют о том, как правильно похоронить известного расиста.                                                |            |                                                       |                  |                                          |                 |                     |
| 4 | 4          | «В зазеркалье» «Through the Looking Glass»            | Марио Ван Пиблз  | Тереза Хуанг                             | 4 ноября 2017   | 0.40                |
| Мэй затягивает в таинственный зеркальный мир, и семье Гастингсов предстоит спасти её до того, как зеркальная ведьма завладеет телом Мэри и попадёт в реальный мир.                                                       |            |                                                       |                  |                                          |                 |                     |
| 5 | 5          | «Запутанная паутина» «Tangled Web»                    | Джон Харрисон    | Кристофер Холлер                         | 17 ноября 2017  | 0.35                |
| К Гастингсам приходит мистик (тётя Нэнси), которая утверждает, что знает способ победы над Дреджем. |            |                                                       |                  |                                          |                 |                     |
| 6 | 6          | «Доктор медицины Дредж» «Dr. Dredge M.D»              | Марио Ван Пиблз  | Марио Ван Пиблз                          | 1 декабря 2017  | 0.25                |
| Дредж возвращается, но на этот раз он вселяется в тело старого возлюбленного Мэй, доктора Кима. Келвин тренируется, а Гарви пытается справиться с возобновившимся романом своих родителей.                               |            |                                                       |                  |                                          |                 |                     |
| 7 | 7          | «Отголоски моего разума» «Echoes of My Mind»          | Марио Ван Пиблз  | Андреа Торнтон                           | 14 декабря 2017 | 0.20                |
| Дредж захватывает Келвина и, с помощью пыток, пытается заставить его освободить злых демонов, заточённых в его кольце.                                                                                                   |            |                                                       |                  |                                          |                 |                     |
| 8 | 8          | «Ты не моя мама» «You're Not My Momma»                | Эрнест Д. Фарино | Бруста Браун, Джон Митчелл Тодд          | 21 декабря 2017 | 0.28                |
| Когда демоническая кукла замышляет отомстить своей суррогатной матери, Келвину и его семье предстоит её остановить. Тем временем Исаак заключает непрочный союз с мэром города.                                          |            |                                                       |                  |                                          |                 |                     |
| 9 | 9          | «Дядя Бубба» «Uncle Bubba»                            | Марио Ван Пиблз  | Кристофер Холлер                         | 28 декабря 2017 | 0.28                |
| Гарви и Расс исследуют старый дом, созданный таинственным демоном-часовщиком. Как только они оказываются в ловушке внутри, Келвину, Исааку, Мэй и Леону предстоит их освободить.                                         |            |                                                       |                  |                                          |                 |                     |
| 10 | 10         | «Зелёное на синем» «Green-on-Blue»                    | Лоуренс Эндрис   | Лоуренс Эндрис                           | 4 января 2018   | 0.27                |
| Келвин расследует загадочные исчезновения на близлежащей военной базе. Гарви помогает Рассу раскрыть его способности, в то время как Тилли должна похоронить свою мать.                                                  |            |                                                       |                  |                                          |                 |                     |
| 11 | 11         | «Вернёмся к одному» «Back to One»                     | Джон Харрисон    | Лоуренс Эндрис                           | 11 января 2018  | 0.48                |
| Семья Гастингсов случайно попадает во временную петлю. Теперь им придётся искать способ разрушить чары. |            |                                                       |                  |                                          |                 |                     |
| 12 | 12         | «Воскрешение» «Resurrection»                          | Марио Ван Пиблз  | Джоэль Андерсон Томпсон                  | 18 января 2018  | 0.32                |
| Келвин оказывается одержим Дреджем, который пытается вырваться из Кольца Соломона и всё семейство Гастингсов всеми силами пытается его остановить.                                                                       |            |                                                       |                  |                                          |                 |                     |

## Производство

### Разработка
Американский телеканал Syfy заказал полноценный сезон сериала из 12 эпизодов в декабре 2016 года. Режиссёром и продюсером сериала был назначен Марио Ван Пиблз.
6 июня 2018 года стало известно, что Syfy закрыл «Суеверие» после первого сезона из-за низких рейтингов.

### Кастинг
30 июля 2017 года было объявлено, что актёры Робин Ли, Брэд Джеймс, Деметрия МакКинни, Моргана Ван Пиблз, Т. С. Картер и Татьяна Дзаппардино присоединились к актёрскому касту будущего сериала. Тогда же было объявлено, что Марио Ван Пиблз также сыграет одну из главных ролей в сериале.

## Трансляция
В Соединённых Штатах Америки сериал транслировался на телеканале Syfy с 20 октября 2017 года по 18 января 2018 года.
За пределами Соединённых Штатов, в частности в Великобритании и Канаде, сериал транслируется на стриминговом сервисе Netflix с 29 апреля 2018 года.

## Критика
На сайте-агрегаторе Rotten Tomatoes сериал имеет положительную оценку в 67 % на основе 6 рецензий со стороны критиков.
На сайте IMDb «Суеверие» получило среднюю оценку в 5.1 балла из 10 на основе 2100 рецензий со стороны критиков.